# 彼得·克卢-安诺生
彼得·克卢-安诺生（丹麥語：Peter Klug-Andersen，20世纪—），丹麦男子赛艇运动员。他曾代表丹麦参加西德慕尼黑举办的1981年世界赛艇锦标赛，获得男子轻量级八人单桨有舵手金牌。